# Solar Anomalous and Magnetospheric Particle Explorer

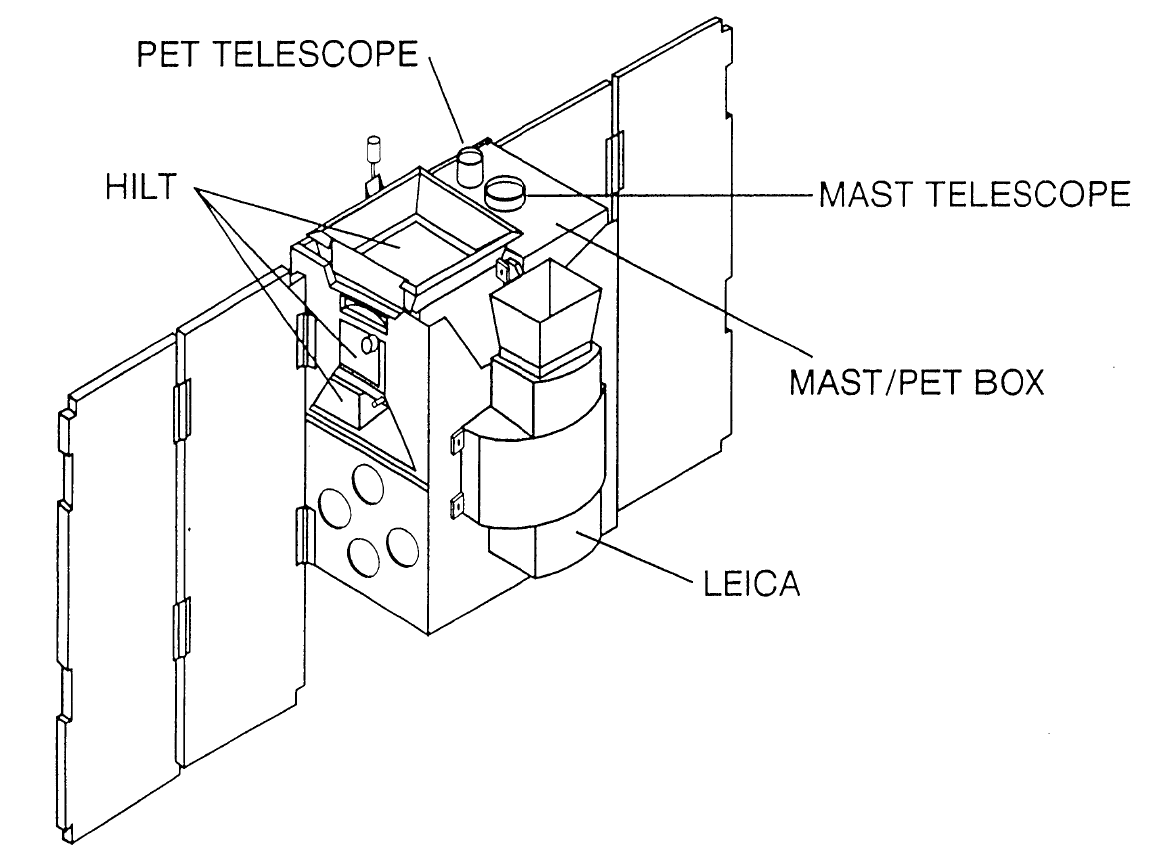
Schemat budowy satelity

Solar Anomalous and Magnetospheric Particle Explorer (SAMPEX; również: Explorer 68) – amerykański satelita naukowy, wysłany w ramach programu Explorer, przeznaczony do badania promieniowania kosmicznego i ziemskiej magnetosfery. Był to pierwszy z serii niewielkich i niedrogich satelitów Small Explorer (SMEX) agencji NASA. Zbudowało go Centrum Lotów Kosmicznych imienia Roberta H. Goddarda.

## Zadania misji
Celem misji było prowadzenie badań składu pierwiastkowego i izotopowego, stopnia jonizacji i rozkładu energii różnych populacji jonów pochodzących spoza Ziemi, w tym m.in. wysokoenergetycznych cząstek z rozbłysków słonecznych, galaktycznej i anomalnej składowej promieniowania kosmicznego, a także elektronów wiatru słonecznego przenikających do ziemskiej magnetosfery.

## Budowa
Satelita miał kształt prostopadłościanu, a jego kadłub zbudowano z aluminium. Wyposażony był w dwa rozkładane panele baterii słonecznych, które dostarczały średnio 102 W energii (w tym 16,7 W dla czterech instrumentów naukowych) i ładowały akumulator niklowo-kadmowy o pojemności 9 Ah. Zastosowano pasywną kontrolę temperatury. Do komunikacji służyły dwie anteny dookolne oraz transponder o mocy 5 W pracujący w paśmie S.

### Instrumenty
- HILT (Heavy Ion Large Area Proportional Counter Telescope) – licznik proporcjonalny do pomiarów jonów ciężkich
- LEICA (Low Energy Ion Composition Analyzer) – analizator rozkładu jonów niskoenergetycznych
- MAST (Mass Spectrometer Telescope) – spektrometr masowy
- PET (Proton/Electron Telescope) – teleskop do pomiaru protonów i elektronów[1]

## Przebieg misji
Misja satelity rozpoczęła się 3 lipca 1992, kiedy to rakieta Scout G-1 wyniosła go z kosmodromu Vandenberg Air Force Base na niską orbitę okołoziemską zbliżoną do polarnej. Planowany czas misji wynosił 3 lata, jednak została ona przedłużona i ostatecznie zakończyła się 30 czerwca 2004.
Satelita spłonął w górnych warstwach atmosfery 13 listopada 2012.